# Listă de pictori galezi
Aceasta este o listă de pictori galezi.

## C
- Brenda Chamberlain (pictor)

## G
- Peter Greenaway
- David Griffiths (pictor)

## J
- Alfred Janes
- Augustus John
- Gwen John
- David Jones (pictor)

## R
- Ceri Richards

## V
- Andrew Vicari

## W
- Kyffin Williams
- Richard Wilson (pictor)

## Z
- Ernest Zobole